# Carpenedo
Carpenedo (Carpenèo in veneto) è una località del comune di Venezia situata nella terraferma.
In origine villaggio rurale con storia e peculiarità proprie, dal secondo dopoguerra è stata coinvolta nell'espansione urbana della conurbazione di Mestre per poi rappresentarne l'estremità settentrionale. Il sobborgo fa parte della Municipalità di Mestre-Carpenedo, istituzione che ha accorpato i precedenti quartieri n. 9 Carpenedo-Bissuola e n. 10 Mestre Centro.

## Storia
Un primo nucleo di Carpenedo doveva essere sorto già verso la fine dell'età romana (V secolo). L'insediamento probabilmente sussisteva grazie allo sfruttamento di un probabile bosco di carpini (carpeni in dialetto veneto) che costeggiava la via Claudia Augusta Altinate fino a Dese. Sopravvissuta con gli altri villaggi dei dintorni alle devastazioni dei barbari, fu di nuovo coinvolta in guerre e razzie soprattutto a causa del vicino castello di Mestre, fortificazione di Treviso al centro della lotta contro la rivale Padova. Seguì le sorti di tutta la Marca quando, nel 1337, questa si sottomise alla Repubblica di Venezia. Dopo altre vicissitudini belliche, dal XVI secolo iniziò finalmente un periodo di stabilità e relativo benessere. Le campagne di Carpenedo furono apprezzate dai patrizi Veneziani che qui eressero alcune loro ville.
Caduta nel 1797 la Serenissima, il paese passò con tutto il Veneto ai Francesi e poi agli Austriaci. Tornato alla Francia nel 1805, divenne comune fino al 1810, divenendo frazione di Mestre. L'autonomia amministrativa fu per breve tempo ristabilita tra il 1815 e il 1818, durante il Regno Lombardo-Veneto.
In passato l'unico collegamento con Mestre avveniva attraverso le attuali vie Ca' Rossa e Santa Maria dei Battuti, mentre le odierne vie Trezzo e San Donà la collegavano invece al Terraglio e a Favaro. Altre strade erano via Casona, che giungeva dai Cavergnaghi, e via Vallon, che si perdeva nella campagna a nord.
Nel 1881 venne deciso di costruire, per collegare il municipio di Mestre a Carpenedo, un'ampia strada, dotata anche di un tourniquet per le corse dei cavalli (strada poi diventate viale e rotonda Garibaldi). Nel 1904, sulla stessa fu realizzata una linea tranviaria.
Da marzo 1918, nella zona di Cà Marcon, era sede del V Gruppo volo del Corpo Aeronautico, che vi resta fino a dicembre, e dal 4 novembre 1918 del I Gruppo fino a dicembre.

## Monumenti e luoghi d'interesse

### Ville venete
- villa Marinoni-Franchin, innalzata nel 1747 dai Marinoni, a partire dall'Ottocento passò prima ai Gavazza, poi ai Rossi, quindi ai Berti e infine ai Franchin, attuali proprietari. L'edificio, a tre piani e simmetrico, si affaccia direttamente sulla strada ed è circondato da un ampio parco.
- villa Malvolti, costruita nel 1735 dalla famiglia Combi sulla pianta di un edificio preesistente. Elegante villa il cui corpo centrale ha piano terra e piano nobile sovrastato da mezzanino e da un timpano ad arco circolare ribassato. Due ali ai lati collegano questo corpo a due barchesse con portici. La villa ha un cortile anteriore (notevole il monumentale cedro del Libano piantato nel 1864) e un parco verso la campagna; lungo la strada sorge anche una cappella-oratorio.
- villa Tivan
- villa Algarotti-Berchet
- Villa Salus

### Architetture religiose
- Chiesa dei Santi Gervasio e Protasio

### Architetture militari: i forti
Forte Carpenedo, che faceva parte del campo trincerato di Mestre, realizzato nel XIX secolo.

### Il Bosco di Carpenedo
L'area del Bosco di Carpenedo, per la qualità e la rarità degli ambienti che vi si trovano, è protetta dall'Unione Europea che l'ha classificata come SIC (Sito d'Interesse Comunitario). Il Bosco è misto di querce e prati mesofili (habitat protetti) non calpestabili, ma affiancati da percorsi perimetrali. L'area è anche stata definita come ZPS (Zona a Protezione Speciale). Il bosco di Carpenedo è inoltre composto di quattro ambienti distinti, per un totale di 10 ettari: il bosco storico, i nuovi impianti boschivi realizzati tra il 1990 e il 1998-99, i prati stabili, gli ambienti umidi nei prati e nei fossati.
L'accesso al Bosco di Carpenedo avviene percorrendo via del Boschetto.

## Infrastrutture e trasporti

### Autobus
Il servizio è fornito da ACTV con una rete capillare di autobus urbani che consentono il collegamento con le varie zone dell'area urbana della terraferma, con il centro storico, nonché con la stazione di Venezia-Mestre e con l'aeroporto Marco Polo. Vi transita inoltre una linea extraurbana che collega la zona industriale di Marghera a Casale sul Sile.

### Tranvia
Dal 19 dicembre 2010 è attiva la linea tranviaria T1 (con tecnologia Translohr) che interessa il quartiere nelle vie San Donà e Ca' Rossa.

### Ferrovie
La stazione di riferimento è quella di Venezia-Mestre, da dove partono treni per tutte le destinazioni.
Esiste inoltre una fermata ferroviaria, collocata lungo la ferrovia Venezia-Trieste, denominata stazione di Venezia Carpenedo.